# Mapleton (Dakota del Nord)
Mapleton és una població dels Estats Units a l'estat de Dakota del Nord. Segons el cens del 2000 tenia 606 habitants.

## Demografia
Segons el cens del 2000, Mapleton tenia 606 habitants, 191 habitatges, i 160 famílies. La densitat de població era de 58,5 hab./km².
Dels 191 habitatges en un 56,5% hi vivien nens de menys de 18 anys, en un 72,8% hi vivien parelles casades, en un 7,3% dones solteres, i en un 16,2% no eren unitats familiars. En el 12,6% dels habitatges hi vivien persones soles l'1,6% de les quals corresponia a persones de 65 anys o més que vivien soles. El nombre mitjà de persones vivint en cada habitatge era de 3,17 i el nombre mitjà de persones que vivien en cada família era de 3,51.
Per edats la població es repartia de la següent manera: un 35,8% tenia menys de 18 anys, un 8,7% entre 18 i 24, un 35% entre 25 i 44, un 17,8% de 45 a 60 i un 2,6% 65 anys o més.
L'edat mediana era de 29 anys. Per cada 100 dones de 18 o més anys hi havia 108 homes.
La renda mediana per habitatge era de 39.038 $ i la renda mediana per família de 42.750 $. Els homes tenien una renda mediana de 28.875 $ mentre que les dones 19.500 $. La renda per capita de la població era de 12.900 $. Entorn del 5,7% de les famílies i el 6% de la població estaven per davall del llindar de pobresa.

## Poblacions més properes
El següent diagrama mostra les poblacions més properes.